# Mutant
Se även Mutant (olika betydelser).

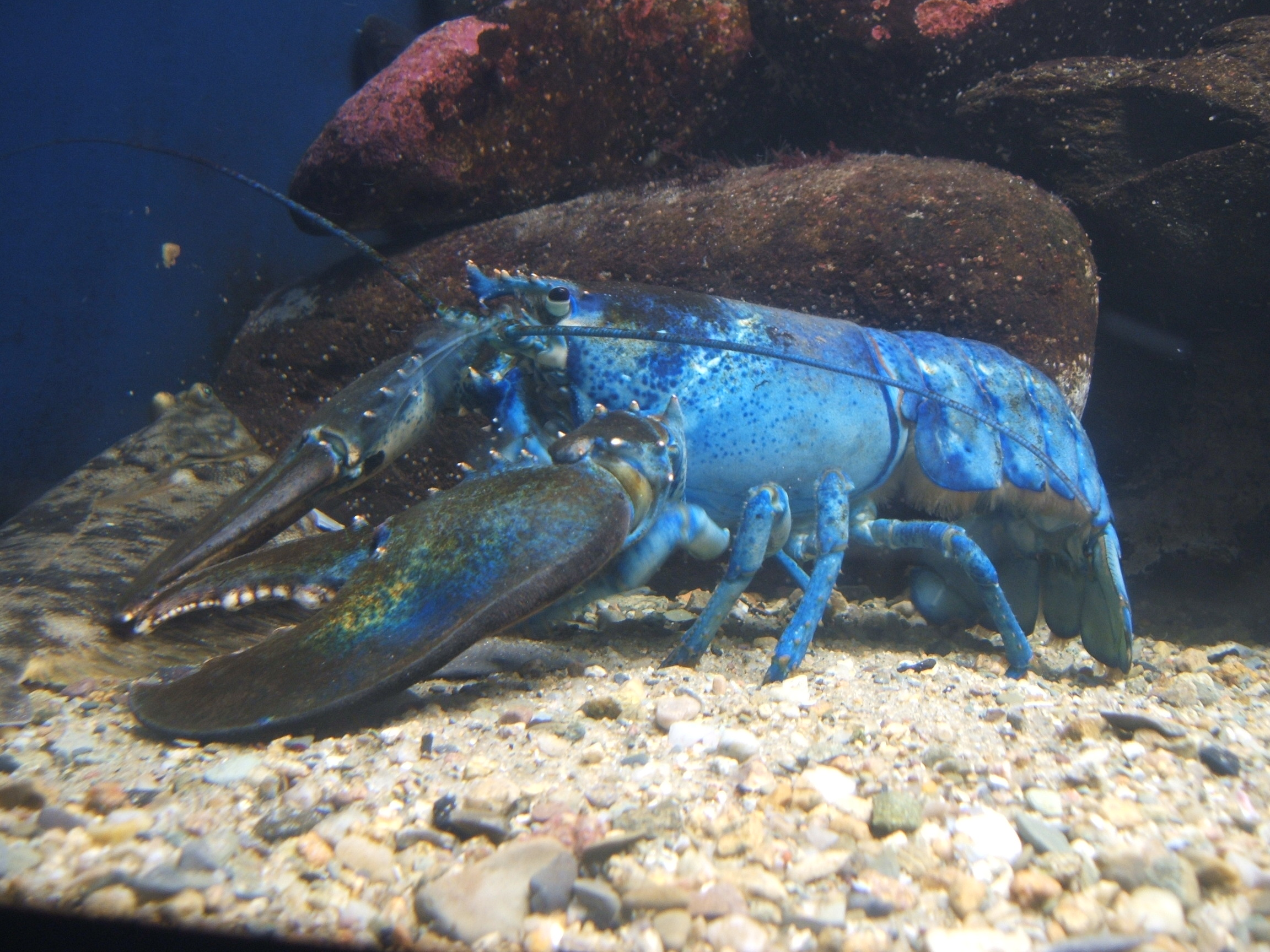
Den blå hummern är ett exempel på en mutant.

En mutant är en individ eller organism som uppstått eller blivit följden av en mutation, det vill säga en förändring i DNA som resulterat i förändrade egenskaper hos organismen jämfört med den vanliga varianten av den. 
En mutation kan ske av sig självt eller genom yttre påverkan, som till exempel strålning. 
Den svarta varianten av den vanligtvis vitvingade fjärilen björkmätaren är ett exempel på en mycket framgångsrik mutant. De svarta vingarna är nämligen mycket svårare att se på exempelvis mörka trädstammar. I områden med mörka träd dominerar därför den muterade fjärilen. 

## I populärkultur
I böcker och filmer brukar mutanter ofta förknippas med djur, växter eller människor med någon övernaturlig förmåga, till exempel superkrafter, men sådana mutanter är fiktiva. Ett exempel på mutanter i böcker och filmer är X-men, där de har en väldigt stor roll. De finns exempelvis även med i boken Hungerspelen av Suzanne Collins och i Teenage Mutant Ninja Turtles. I spelserien S.T.A.L.K.E.R., som handlar om en fiktiv version av dagens exklusionszon (eller den förbjudna zonen) i Ukrainska Tjernobyl, är vissa fiender mutanter. Spelaren kan extrahera kroppsdelar på dessa för att sälja, laga till som mat eller till och med äta rått. Väljer spelaren det sista av de tre blir hens spelkaraktär dock radioaktiv och måste antingen dricka vodka eller ta viss anti-rad-medicin som finns i spelvärlden.  